# سیمونه کورسی
سیمونه کورسی (ایتالیایی: Simone Corsi؛ زادهٔ ۲۴ آوریل ۱۹۸۷) موتورسوار اهل ایتالیا است.